# Дубравка Шуїця
Дубравка Шуїця (хорв. Dubravka Šuica; нар. 20 травня 1957, Дубровник) — хорватський політик, колишній мер Дубровника два строки поспіль (2001—2009), депутат хорватського парламенту, член правоцентристської Хорватської демократичної співдружності. У 2013 році обрана депутатом Європейського парламенту з переобранням у 2014 вже на п'ятирічний строк. 2019 року знову обрана євродепутатом. Того ж року призначена віце-президентом і єврокомісаром з демократії та демографії в комісії фон дер Ляєн.

## Життєпис
1981 року закінчила факультет гуманітарних та соціальних наук Загребського університету за спеціальністю «англійська та німецька мова». До обрання в 2001 році мером рідного міста працювала в Дубровнику вчителькою і викладачкою англійської та німецької мов, а з 1996 до 2001 року була директоркою Дубровницької гімназії. Була першою жінкою-мером Дубровника та однією з перших жінок-мерів великих хорватських міст у сучасній історії Хорватії.